# 200年
| 千纪： | 1千纪                                                                                           |
| 世纪： | 1世纪 \| 2世纪 \| 3世纪                                                                         |
| 年代： | 170年代 \| 180年代 \| 190年代 \| 200年代 \| 210年代 \| 220年代 \| 230年代                       |
| 年份： | 195年 \| 196年 \| 197年 \| 198年 \| 199年 \| 200年 \| 201年 \| 202年 \| 203年 \| 204年 \| 205年 |
| 纪年： | 庚辰年（龙年）；东汉建安五年                                                                    |

## 大事记
- 中国
  - 董承密謀誅殺曹操失敗，董承，王子服等都被殺害，董貴人懷有身孕，漢獻帝為董貴人求情赦免，曹操不許，董貴人旋即被殺害。
  - 徐州之戰，昌豨響應劉備的勸誘，據徐州東海郡起兵反曹，夏侯淵領兵討伐數月未果，張遼隻身上三公山勸降。曹操迅速擊潰劉備，避免了在官渡之戰中被夾擊的局面。
  - 官渡之战爆发，曹操破袁绍，並且斬殺了許多袁紹的將領。
  - 關羽被曹操受困之後，為曹操立下斬殺袁紹將領顏良之功，之後脫離曹操回歸劉備。
  - 江東孫策本要襲擊正與袁紹對抗的曹操於許昌，因為之前殺死了許貢結恨，導致孫策遭到許貢刺客暗殺，最終身亡，其弟孫權繼位。
  - 巴西郡人趙韙聯合益州本土大族起兵反叛，蜀郡、廣漢、犍為等地紛紛響應。

- 日本
  - 邪馬台國時代。

## 各国领袖

### 亞洲
- 中國（東漢）
  - 君主：漢獻帝（189年－220年）
  - 實質掌權者: 曹操
  - 主要州牧：曹操、袁紹、孫策、劉表、劉璋、劉備、馬騰
- 日本
  - 君主：
    1. 仲哀天皇（192年－200年）
    2. 神功皇后（攝政，200年－270年）
- 泰米尔哲罗（Chera）王朝
  - 君主：Tagadur Erinda Perumcheral（185年－201年）

### 欧洲
- 爱尔兰 (High King of Ireland)
  - 君主：Lugaid mac Con（173年－203年）
- 罗马帝国（塞维鲁王朝）
  - 君主：塞普蒂米烏斯·塞維魯（193年－211年）
  - 执政官：
    1. Tiberius Claudius Severus Proculus（200年－201年）
    2. Gaius Aufidius Victorinus, 200年－201年）

### 非洲
- 库什王朝 (Kush)
  - 君主：
    1. Amanikhareqerem国王（c.190年－200年）
    2. Teritedakhatey国王，（200年－215年）

## 出生
- 亚历山大的狄奥尼修斯，古羅馬撒伯里烏主義的主要異議者（265年逝世）。
- 克劳狄·塔西佗，羅馬皇帝（276年逝世）。
- 应神天皇，日本第15代天皇。
- 瓦勒良，羅馬帝國皇帝。

## 逝世
- 孙策，三国时期的军事家，孙权之兄（175年出生）25岁。
- 淳于瓊
- 董承，漢獻帝後宮董貴人之父。
- 董貴人，漢獻帝嬪妃。
- 韓莒子，袁紹部下為騎督。
- 呂威璜，袁紹部下。
- 眭元進，袁紹部下為督將。
- 顏良，袁紹部下的武將。
- 趙叡，袁紹部下。
- 沮授，袁紹的謀臣。
- 田豐，袁紹下的謀臣。
- 文醜，袁紹手下之名將。
- 于吉，《太平經》作者。
- 鄭玄，東漢經學家。